# Stockbridge (Georgia)
Stockbridge es una ciudad ubicada en el condado de Henry en el estado estadounidense de Georgia. En el año 2000 tenía una población de 9.853 habitantes. Stockbridge fue incorporada como ciudad en 1895 y como ciudad 6 de agosto de 1920.

## Geografía
Stockbridge se encuentra ubicada en las coordenadas 33°32′3″N 84°13′52″O / 33.53417, -84.23111 (33.534068, -84.231185).
Según la Oficina del Censo, la localidad tiene un área total de 28,5 km² (11,0 mi²), de la cual 28,4 km² (11,0 mi²) es tierra y 0,1 km² (0 mi²) (0.10%) es agua.

## Demografía
Según la Oficina del Censo en 2000 los ingresos medios por hogar en la localidad eran de $48,296, y los ingresos medios por familia eran 51,341. Los hombres tenían unos ingresos medios de $38,457 frente a los $28,938 para las mujeres. La renta per cápita para la localidad era de $21,380. 